# Ramon Perera Comorera
Ramon Perera Comorera (Barcelona, 12 de març de 1907 - Ilford, Londres, 24 de novembre de 1984) fou un enginyer industrial, encarregat de la creació dels refugis d'arreu de Catalunya i en especial dels bombardeig de Barcelona (1938) durant la Guerra civil espanyola. Rebé el títol el 1931, i es dedicà primer a l'ensenyament, entre altres llocs a l'Escola del Treball de Barcelona. Començada la Guerra Civil treballà en el desdoblament i en el reforç de les línies ferroviàries de Barcelona a França. Però la seva acció més destacada començà quan fou nomenat secretari tècnic de la Secció de plans i obres de la Junta de Defensa Passiva de Catalunya el febrer de 1938. De forma molt personal treballà intensament en el disseny, assessorament i supervisió per a la construcció de refugis arreu de Catalunya. Els refugis foren incorporant noves mides de protecció gràcies a les seves acurades observacions dels efectes de les bombes. Sols a la ciutat de Barcelona es construïren 1200 refugis que protegiren i salvaren la vida a milers de ciutadans gràcies a la resistència i a les mesures per ell aconsellades. La documentació personal sobre la construcció de refugis, i resistència de materials per ell realitzada fou dipositada a l'Arxiu de Montserrat com a Fons Ramon Perera. A les acaballes de la Guerra salvà la documentació de la Junta. S'exilià a Londres, ajudat per membres del MI5 britànic i formà part del Consell Nacional Català. Va intentar sense prou èxit promoure la construcció de refugis a aquell país. Acabada la Segona Guerra Mundial va continuar la seva activitat d'enginyer a la indústria civil fins a la seva mort. Mai va retornar a Catalunya.